# Boven-Digoel (strafkamp)

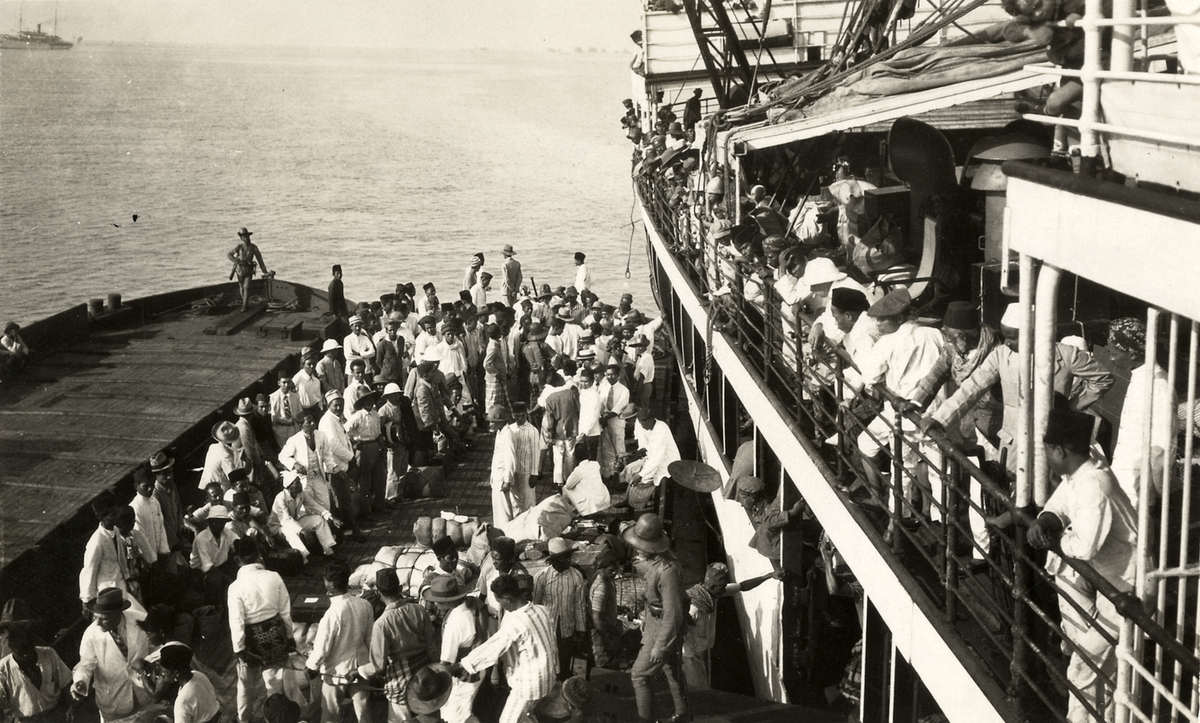
Communistische gevangenen worden geboeid van boord gezet om geïnterneerd te worden op Boven-Digoel.

Boven-Digoel was een Nederlands strafkamp in Nederlands-Indië tussen 1926 en 1942 aan de bovenloop van de rivier de Digoel, waar Indonesische nationalisten en communisten geïnterneerd werden. Op deze plek ligt nu de plaats Tanahmerah.
Het kamp voldoet aan de voorwaarden voor benoeming tot een concentratiekamp, maar wordt in de literatuur meestal aangeduid met 'strafkamp'. Het lag afgelegen in het zuiden van Nieuw-Guinea aan de rivier de Digoel, 450 km van de kust in tropisch oerwoud.
Zowel contact met de buitenwereld als ontsnappen was praktisch onmogelijk. Het kamp werd omringd door honderden kilometers ondoordringbaar oerwoud en vijandige Papoea-stammen. Het was berucht vanwege de endemische malaria.

## Aanleiding
Aanleiding voor de oprichting van het kamp was een communistische opstand in het toenmalige Nederlands-Indië in 1926. Onder andere Mohammed Hatta, de latere Indonesische vicepresident, en Soetan Sjahrir, de eerste Indonesische premier, zijn er geïnterneerd geweest.

## Geschiedenis
Begin 1928 werden de eerste gevangenen naar het kamp gedeporteerd, achthonderd inheemse bewoners en tien Chinezen. Het betrof hier voornamelijk ambtenaren en intellectuelen, vrijwel allen mannen en leden van de door de Nederlandse regering verboden PKI, de Indonesische communistische partij. Later konden ook vrouwen en kinderen overkomen. Ook werden er communisten heengevoerd nadat zij hun gevangenisstraf hadden uitgezeten.
Later werd een tweede kamp ingericht, waarbij de aanduiding Tanah Merah (Rode Kamp) gold voor het lager gelegen oorspronkelijke kamp, en Tanah Tinggi voor het 40 km verderop gelegen kamp voor de onverzettelijke  communisten. 
Er waren zestien ontsnappingspogingen, waarvan er volgens De Jong vijf slaagden; de vluchtelingen bereikten Australië maar werden gevat en teruggestuurd. 
Medio jaren 30 telde het kamp 1.150 gedeporteerden en bijna 1.000 vrouwen en kinderen. In 1936 waren alweer 800 van de kampbewoners vrijgelaten. In totaal heeft het kamp volgens De Jong ongeveer veertienhonderd gedeporteerden geteld, van wie er 'enige tientallen' in het kamp stierven.